# Distrito electoral de Haynes (condado de Morrill, Nebraska)
Haynes (en inglés: Haynes Precinct) es un distrito electoral ubicado en el condado de Morrill en el estado estadounidense de Nebraska. En el Censo de 2010 tenía una población de 103 habitantes y una densidad poblacional de 0,23 personas por km².

## Geografía
Haynes se encuentra ubicado en las coordenadas 41°54′48″N 102°58′58″O / 41.91333, -102.98278. Según la Oficina del Censo de los Estados Unidos, Haynes tiene una superficie total de 446.45 km², de la cual 445.55 km² corresponden a tierra firme y (0.2%) 0.9 km² es agua.

## Demografía
Según el censo de 2010, había 103 personas residiendo en Haynes. La densidad de población era de 0,23 hab./km². De los 103 habitantes, Haynes estaba compuesto por el 98.06% blancos, el 0% eran afroamericanos, el 0% eran amerindios, el 0% eran asiáticos, el 0% eran isleños del Pacífico, el 0% eran de otras razas y el 1.94% pertenecían a dos o más razas. Del total de la población el 0% eran hispanos o latinos de cualquier raza.